# Premi Ignaz L. Lieben
El premi Ignaz L. Lieben, també conegut simplement com a premi Lieben, l'atorga anualment l'Acadèmia de les Ciències Austríaca a científics de fins a 40 anys que treballin permanentment a Àustria, Bòsnia i Hercegovina, Croàcia, Eslovàquia, Eslovènia, la República Txeca o Hongria en els camps de la biologia molecular, la física o la química.

## Història
El premi fou fundat el 1863 per l'Acadèmia de les Ciències Austríaca després de rebre 6.000 florins d'Adolf Lieben, seguint el testament del seu pare, el banquer Ignatz Lieben, segons el qual s'havia de destinar aquesta quantitat al "bé comú". El premi s'atorgava cada tres anys al millor treball d'un científic austríac en física o química, alternativament. En aquell temps estava dotat en 900 florins, que representava aproximadament el 40 per cent del salari anual d'un professor universitari. El 1900 el premi passà a ser concedit anualment, afegint a més el camp de la fisiologia com a possible destinatari. Entre el 1912 i el 1921, i també el 1928, s'atorgà a més cada tres el premi Richard Lieben en el camp de les matemàtiques.
Quan la dotació perdé el seu valor a causa de la inflació que seguí la Primera Guerra Mundial, la família passà a transferir anualment les quantitats necessàries a l'Acadèmia de les Ciències Austríaca. El premi fou suspès el 1937 arran de la persecució que patí la família per part dels nazis.
El premi es establí el 2004 gràcies al suport d'Isabel Bader i Alfred Bader (que pogué escapar d'Àustria a la Gran Bretanya el 1938 a l'edat de catorze anys). Ara el premi consisteix en 36.000 dòlars dels Estats Units i s'atorga a joves científics dels països que formaren part de l'Imperi Austrohongarès.

## Guardonats
- 2015 Francesca Ferlaino
- 2014 Jana Roithová
- 2013 Barbara Kraus
- 2012 Michael Sixt
- 2011 Mihály Kovács
- 2010 Robert Kralovics
- 2009 Frank Verstraete
- 2008 Csaba Pál
- 2007 Markus Aspelmeyer
- 2006 Andrius Baltuska
- 2005 Ronald Micura
- 2004 Zoltan Nusser

- 1937 Marietta Blau i Hertha Wambacher
- 1936 Franz Lippay i Richard Rössler
- 1935 Armin Dadieu
- 1934 Eduard Haschek
- 1933 Ferdinand Scheminzky
- 1932 Georg Koller
- 1931 Karl Höfler
- 1930 Wolf Johannes Müller
- 1929 Karl Przibram
- 1927 Otto Porsch i Gustav Klein
- 1926 Adolf Franke
- 1925 Lise Meitner
- 1924 Otto Loewi i Ernst Peter Pick
- 1923 Otto von Fürth
- 1922 Karl Wilhelm Friedrich Kohlrausch
- 1921 Karl von Frisch
- 1920 Ernst Späth
- 1919 Victor Franz Hess
- 1918 Eugen Steinach
- 1917 Wilhelm Schlenk
- 1916 Friedrich Adolf Paneth
- 1915 Wilhelm Trendelenburg
- 1914 Fritz Pregl
- 1913 Stefan Meyer
- 1912 Oswald Richter
- 1911 Friedrich Emich
- 1910 Felix Ehrenhaft
- 1909 Eugen Steinach
- 1908 Paul Friedlaender
- 1907 Hans Benndorf
- 1906 Arnold Durig
- 1905 Rudolf Wegscheider i Hans Meyer
- 1904 Franz Schwab
- 1903 Josef Schaffer
- 1902 Josef Herzig
- 1901 Josef Liznar
- 1900 Theodor Beer i Oskar Zoth
- 1898 Konrad Natterer
- 1895 Josef Maria Eder i Eduard Valenta
- 1892 Guido Goldschmiedt
- 1889 Sigmund Ritter Exner von Ewarten
- 1886 Zdenko Hans Skraup
- 1883 Victor Ritter Ebner von Rofenstein
- 1880 Hugo Weidel
- 1877 Sigmund Ritter Exner von Ewarten
- 1874 Eduard Linnemann
- 1871 Leander Ditscheiner
- 1868 Eduard Linnemann i Karl von Than
- 1865 Josef Stefan

### Premi Richard Lieben
- 1928 Karl Menger
- 1921 Hans Hahn i Johann Radon
- 1918 Wilhelm Groß
- 1915 Gustav Herglotz
- 1912 Josip Plemelj